# Die verbotene Stadt (Spiel)
Die verbotene Stadt ist ein Brettspiel der Spieleautoren Alex Randolph und Johann Rüttinger, das 1992 beim Otto Maier Verlag erschien. In dem Spiel versuchen die Spieler, möglichst effizient Hofbeamte in verschiedene Pavillons zu ziehen, um dort nach kaiserlichen Kleidern zu suchen. Zugleich versuchen sie jedoch auch, ihre Position durch Bluffen zu verbessern.
Das Spiel wurde 1992 in die Auswahlliste zum Spiel des Jahres aufgenommen.

## Thema und Ausstattung
Das Spiel Die verbotene Stadt wurde thematisch in der Verbotenen Stadt, einer Palastanlage in Peking, zu einer Zeit angesiedelt, in der der chinesische Kaiser an Zustimmung verlor und Bürokraten die Macht übernahmen. Dem Kaiser von China wurden die Hochzeitsgewänder gestohlen und nur die Hofbeamten sind in der Lage, sie wiederzufinden.
Das Spielmaterial besteht neben einer Spielanleitung aus einem quadratischen Spielplan, auf dem ein Spielfeld mit dem kaiserlichen Palast abgebildet ist. Die Spielfeld umfasst ein Quadrat von 15×15 Feldern, wobei jedoch die Ecken und die mittleren Felder mit insgesamt acht Pavillons belegt sind. Das Zentrum stellt ein Bereich von 5×5, also 25, Feldern dar, der den Startbereich der kaiserlichen Beamten markiert. Hinzu kommen 25 Spielfiguren, die jeweils aus einem Körper und einem Hut bestehen und durch die Farbkombination der beiden Elemente einzigartig sind. Ebenfalls im Spiel enthalten ist ein achtseitiger Würfel, der den jeweils aktiven Pavillon markiert, acht Sets mit je drei Kleiderkarten für jeden Pavillon, drei unterschiedlich große sechsseitige Würfel sowie vier Bestechungstafeln, auf denen mit Hilfe von je zwei Drehscheiben jeweils die Farbkombinationen der Kleidung der Hofbeamten eingestellt werden können.

## Spielweise

### Spielvorbereitung
Vor Beginn des Spiels wird der Spielplan in der Tischmitte platziert und jeder Spieler bekommt eine Bestechungstafel. Die 25 Hofbeamten werden unsortiert auf das zentrale Startfeld gestellt und die acht Kartensets kommen in die jeweiligen Pavillon.

### Spielablauf
Das Spiel startet mit der Auswahl eines Startspielers, der den achtseitigen Würfel wirft und anhand der geworfenen Augenzahl auf den entsprechenden Pavillon gelegt wird. Alle Spieler wählen nun einen Hofbeamten aus, von dem sie ausgehen, dass sie mit diesem in ihrem Zug den Pavillon erreichen können, oder dass ein anderer Spieler diesen Beamten nutzt. Jeder Spieler stellt geheim die Farben der Bekleidung dieses Beamten auf der eigenen Bestechungstafel ein und legt diese verdeckt vor sich ab.
Das Spiel wird reihum gespielt und jeder Spieler kann in seinem Zug bis zu vier Einzelzüge machen, abhängig jeweils vom Würfelwurf des nach ihm sitzenden Spielers. Der aktive Spieler versucht in seinem Zug, eine Spielfigur zum Zieltempel zu bringen und dort eine Kleiderkarte zu bekommen. Dafür zieht er eine beliebige Spielfigur, indem er sie in gerader Linie vorrückt, bis sie in einer Sackgasse landet oder an eine Wand stößt. Im letzteren Fall darf er in eine andere Richtung gerade weiterziehen, bis er in einer Sackgasse landet oder sich dazu entschließt, die Figur stehenzulassen. Dabei darf der Zug immer nur vor einer Wand oder einem anderen Hindernis, etwa einer anderen Spielfigur oder in einem Pavilloneingang, enden. Hat der aktive Spieler seinen ersten Zug beendet, würfelt der Spieler hinter ihm den kleinsten der drei sechsseitigen Würfel, der prinzipiell vier Symbole zeigen kann:
- ein schwarzes Feld: der aktive Spieler beendet seinen Zug, der nächste Spieler ist an der Reihe;
- eine leere Seite: der aktive Spieler darf einen weiteren Zug ausführen;
- einen Pavillon: der aktive Spieler würfelt den achtseitigen Würfel und platziert ihn auf dem entsprechenden Pavillon, der nun das neue Ziel ist.
- einen Drachen: der aktive Spieler darf sich eine Kleiderkarte eines Mitspielers nehmen.

Darf der Spieler einen weiteren Zug machen, zieht er wie im ersten Zug mit einer beliebigen Figur und danach wird der zweitgrößte Würfel gewürfelt, der bereits mehr schwarze Felder und keinen Drachen mehr aufweist. Der größte Würfel wird nach dem dritten Zug geworfen, er zeigt auf fünf Seiten je ein schwarzes Feld und nur eine Seite ist leer. Darf der Spieler auch nach diesem Wurf weiterziehen, endet sein Gesamtzug danach und der nächste Spieler ist an der Reihe.
Schafft es ein Spieler, in seinem Zug einen Pavillon zu erreichen, muss er seine Bestechungstafel zeigen und damit nachweisen, dass er den korrekten Beamten ins Ziel gezogen hat. Danach zeigen alle anderen Spieler ihre Tafeln und falls kein weiterer Spieler auf den richtigen Beamten getippt hat, bekommt er die oberste Kleiderkarte des Pavillonsets und legt diese offen vor sich ab. Hat ein weiterer Spieler auf den gleichen Beamten getippt, bekommt dieser die Karte, und falls weitere Spieler richtig lagen, wird der Spieler belohnt, der am weitesten hinter dem aktiven Spieler an der Reihe ist. Nach dem Erreichen des Pavillons endet der Zug des aktiven Spielers. Ist ein Zielpavillon leer, darf der Spieler sich eine beliebige Kleiderkarte von einem Mitspieler nehmen, die aus diesem Pavillon stammt. Nachdem der Spieler eine Kleiderkarte genommen hat, wirft er den achtseitigen Würfel, um einen neuen Pavillon auszuwählen. Danach dürfen alle Mitspieler die Farbkombination auf ihren Bestechungstafeln neu anordnen.
Kommt ein Spieler, der bereits eine oder mehrere Kleiderkarten vor sich liegen hat, mit einer Figur in den Pavillon, darf er bluffen. Er kann eine beliebige Figur in den Pavillon ziehen und befragt alle seine Mitspieler, ob sie glauben, dass er tatsächlich die richtige Farbkombination auf seiner Tafel hat. Bestätigen dies alle Mitspieler und es ist korrekt, bekommt der Spieler wie gewohnt eine Kleiderkarte. Hat er gelogen und alle Mitspieler haben ihm geglaubt, nimmt er sich als Belohnung für den erfolgreichen Bluff eine Karte aus dem Pavillon und darf nochmals ziehen. Verneint mindestens ein Spieler die Frage und es war kein Bluff, darf der ehrliche aktive Spieler zusätzlich zu der Pavillonkarte von diesem Spieler eine Karte nehmen. Wird er allerdings beim Lügen ertappt, muss er eine Karte an den ersten Zweifler abgeben und dieser bekommt zusätzlich die Karte aus dem Pavillon.
Alle Spielfiguren, die einen Pavillon erreichen, werden direkt danach aus dem Spiel genommen und auf die Terrasse der Verbannung gestellt. Nachdem die zehnte Figur entfernt wurde, werden die Regeln dahingehend geändert, dass jeder Spieler, der einen Pavillon erreicht, nicht nur eine, sondern alle Karten aus diesem Pavillon bekommt. Ist ein Zielpavillon leer, darf der Spieler sich alle drei Kleiderkarten, die aus diesem Pavillon stammen, von seinen Mitspielern nehmen.

### Spielende und Wertung
Das Spiel endet, wenn die 15. Spielfigur einen Pavillon erreicht hat, danach folgt die Wertung. Gewertet werden dabei nur die Kleidungsstücke, die die Spieler vor sich liegen haben. Jedes Einzelstück zählt einen Punkt, jedes Set aus zwei gleichfarbigen Kleidungsstücken bringt 4 Punkte, jedes Set aus drei gleichfarbigen Kleidungsstücken bringt 10 Punkte und jedes Set aus drei verschiedenen Kleidungsstücken ungleicher Farbe bringt 6 Punkte. Gewinner ist der Spieler mit den meisten Punkten.

## Veröffentlichung und Rezeption
Das Spiel Die verbotene Stadt wurde von den beiden Spieleautoren Alex Randolph und Johann Rüttinger entwickelt und erschien 1992 beim Otto Maier Verlag. Im gleichen Jahr wurde das Spiel in die Auswahlliste zum Spiel des Jahres 1992 aufgenommen.
1999 veröffentlichte Alex Randolph mit dem Spiel Rasende Roboter ein weiteres Brettspiel, das auf der gleichen Zugmechanik wie Die verbotene Stadt aufbaut.

## Belege
1. 1 2 3 4 5 6 7 8 9 10 11 12  Die verbotene Stadt, Spieleanleitung, Ravensburger 1992.
2. ↑  Die verbotene Stadt, Versionen bei BoardGameGeek. Abgerufen am 1. März 2020.
3. ↑  Die verbotene Stadt auf der Website des Spiel des Jahres e.V.; abgerufen am 2. März 2020